# Augustin Hirschvogel
Augustin Hirschvogel (Nürnberg, 1503. – Bécs, 1553. március 5.) német grafikus. Rajzoló, rézkarcoló, üvegfestő, térképrajzoló és medaillon-faragó mester volt, számos tájképet ábrázoló rézkarcával a dunai iskola tájábrázoló stílusirányzatának képviselője.

## Életpályája
Pályájának kezdetén üveggyártóként működött apja, Id. Veit Hirschvogel (1461-1525) műhelyében. Nürnberg ólomüveggyártója volt az apja, a reformáció beköszöntével azonban már nem volt szükség a színes ólomüvegekre. Augustin Hirschvogel keramikusokkal vette fel a kapcsolatot és keramikusként működött, majd Laibachba (1536-43) került, ott térképeket készített a török határról (1539) és Ausztriáról (1542). 1543-ban már mint jeles térképrajzolót fogadta szolgálatába a bécsi udvar. 1543-ban geometriai tankönyvet írt, s bécsi felmérései során felfedezte a háromszögelés módszerét. 1552-ben Magyarországot is beutazta térképkészítés céljából.
Alkotói korszakának végső szakaszában kezdődött művészileg jelentős rézkarcolói tevékenysége. Perényi Péter 1540 körül bízta meg bibliai illusztrációk készítésével, amelyeken főleg tájképi rajzai tűntek ki, ezekkel mintegy a dunai iskola továbbvivőjeként mutatkozott be. Művészetszemléletének alakulására hatással volt Albrecht Dürer, Albrecht Altdorfer, Sebald Beham, Hans Burgkmair, Augostino Musi. Az ő munkáikkal már atyja ólomüveggyárában megismerkedett, mint mintákkal. Wolf Huberrel közvetlenül is együtt dolgozott, hiszen munkáik egy része együtt jelent meg. Igen termékeny alkotó volt, száznál jóval több  neki tulajdonítható rézkarca ismeretes. Ő is egy "kis Dürer" volt, így nevezték Albrecht Dürer nürnbergi rézkarcoló utódait a XVI. században kis képeik miatt. Értékes vadászjelenetekkel kapcsolatos sorozata a budapesti Szépművészeti Múzeumba került.

## Munkái

### Természettudományok

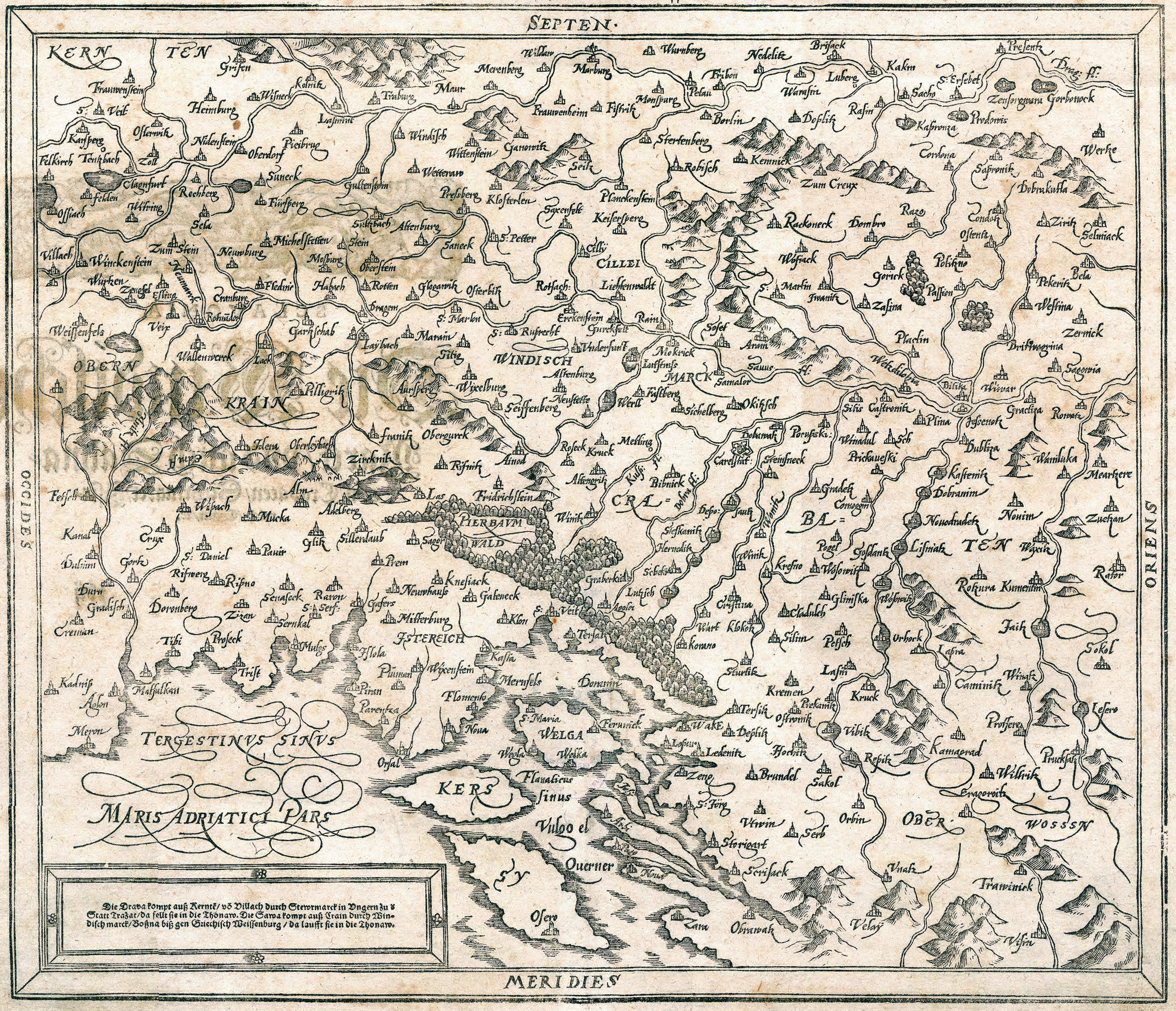
Szlovénia, Bosznia, Horvátország etc. térképe (eredetileg 1539)
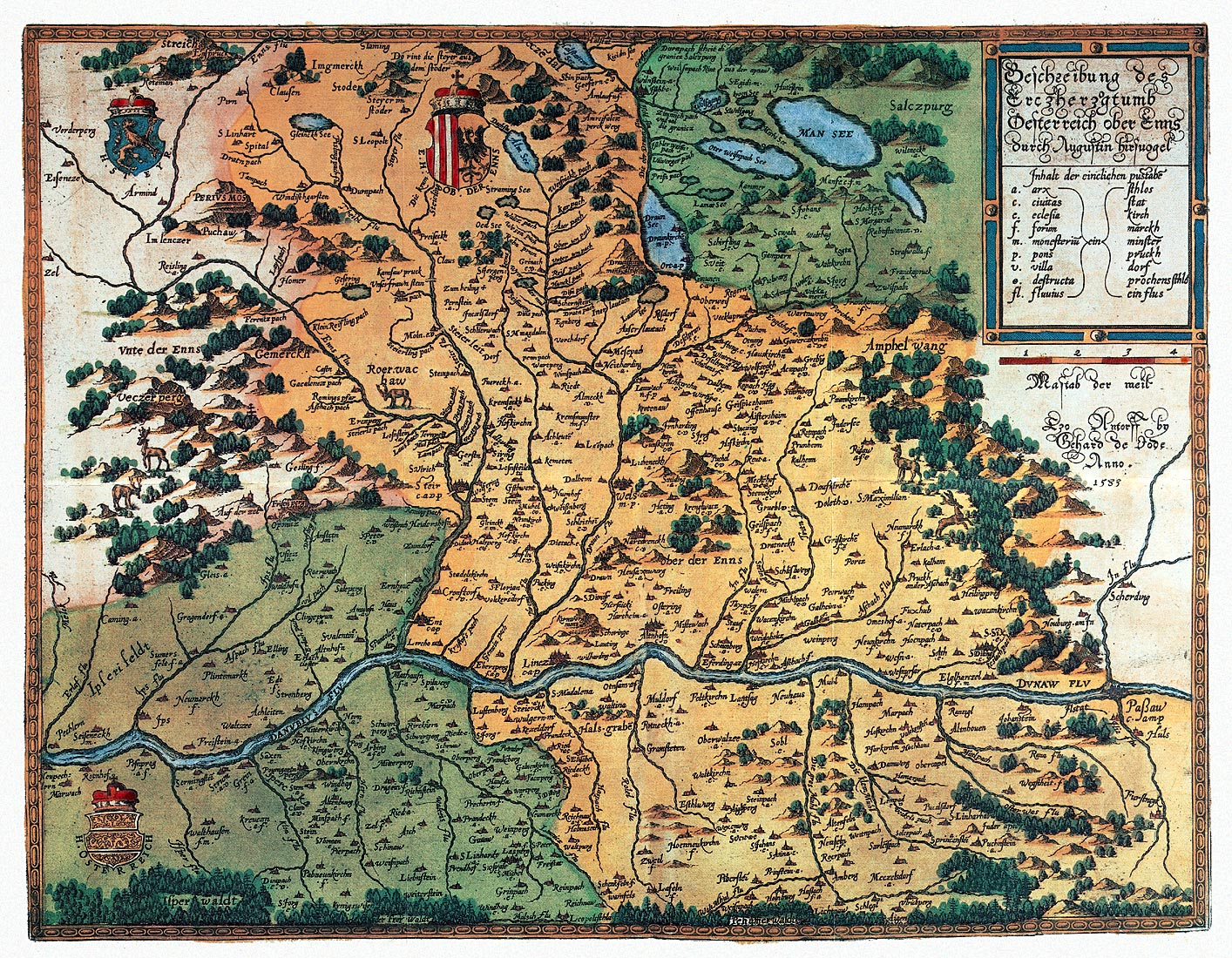
Ausztria térképe (1542)
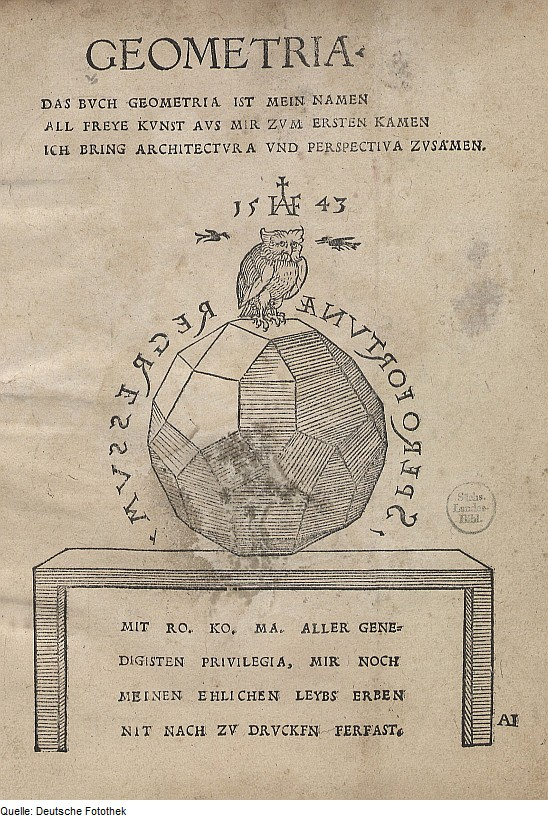
A geometria tankönyv címoldala (1543)
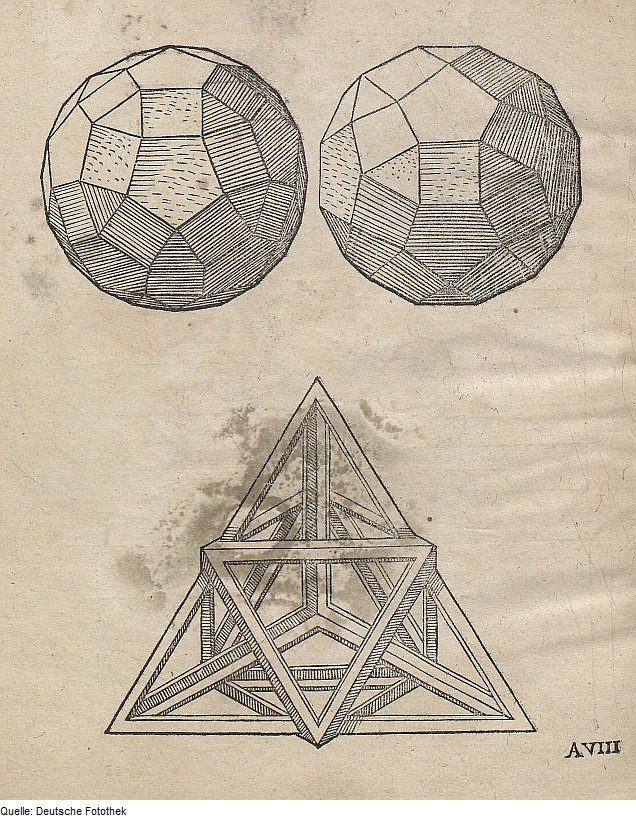
Ábra a geometria tankönyvből a háromszögelésről (1543)

### Művészetek

#### Rézkarcok

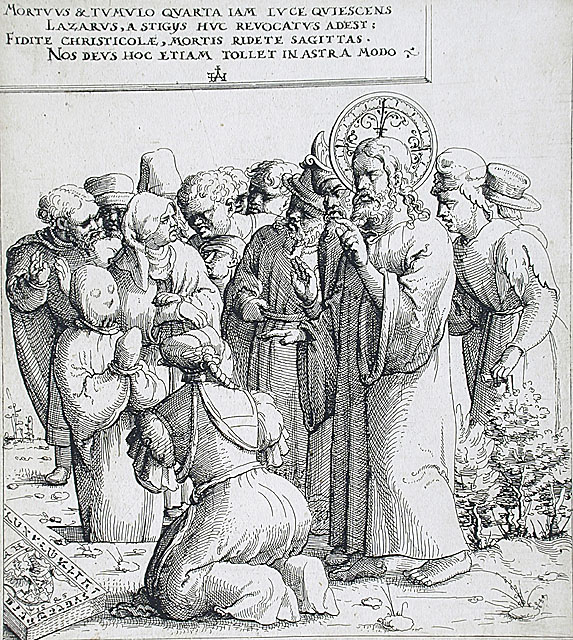
Lázár feltámasztása (1545)
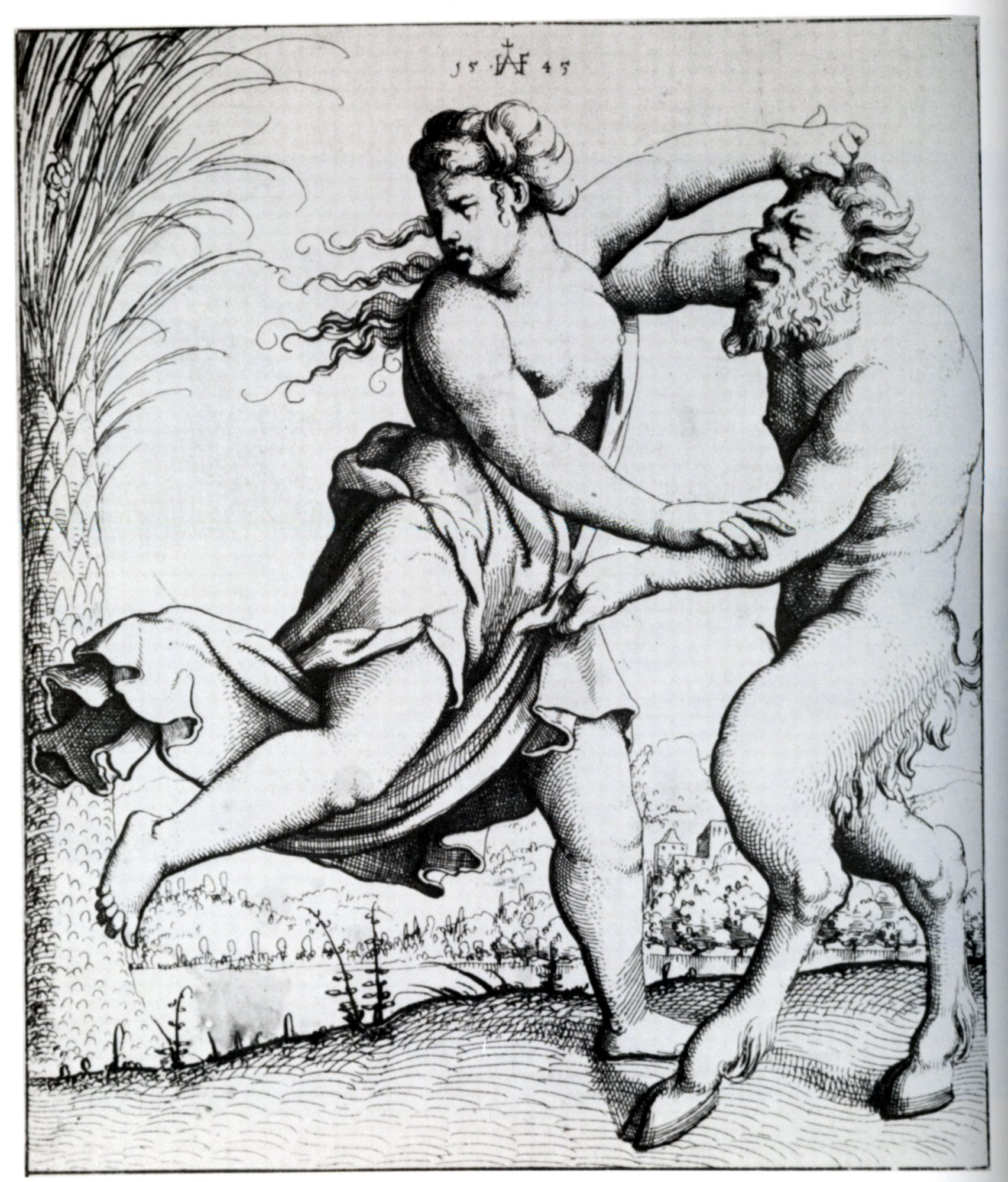
Harc egy szatír és egy asszony közt (1545)
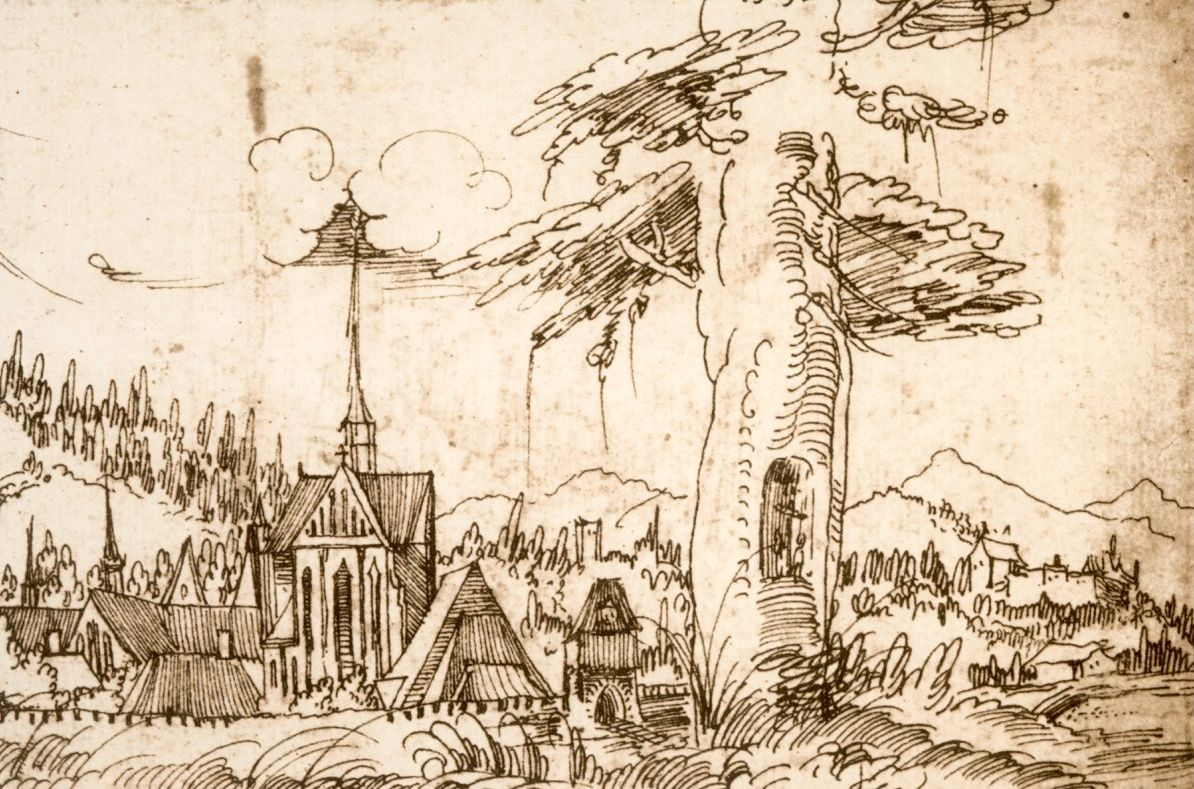
Salem : tájkép (1536)
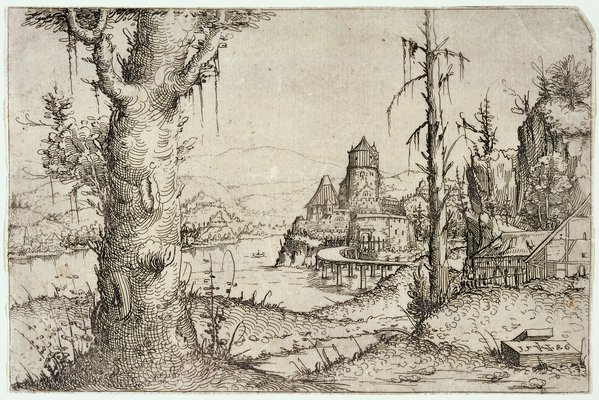
Tájkép